# Crocallis mirabica
Crocallis mirabica là một loài bướm đêm trong họ Geometridae.